# Svenska Byggbranschens utvecklingsfond
Svenska Byggbranschens utvecklingsfond, SBUF, instiftad 1983, är den svenska byggbranschens egen organisation för forskning och utveckling med nära 5 000 anslutna företag i Sverige. Svenska Byggbranschens utvecklingsfond verkar för att utveckla byggprocessen så att det skapas bättre affärsmässiga förutsättningar för entreprenörer och installatörer att utnyttja forskning och driva utvecklingsarbete.
Totalt lämnar Svenska Byggbranschens utvecklingsfond bidrag till cirka 100 projekt per år. 
Verksamheten finansieras genom avgifter från företagen, baserat på antalet årsanställda. Svenska Byggbranschens utvecklingsfond disponerar drygt 50 miljoner kronor om året för branschinriktad utveckling och forskning. Dessutom bekostas varje projekt till en del av det eller de företag som driver projekten. Svenska Byggbranschens utvecklingsfond medverkar även i flera större forskningsprogram som bygger på samverkan mellan företag och högskola.